# Бјелковац
Бјелковац је насељено место у општини Нова Буковица, у славонској Подравини, Република Хрватска.

## Историја
До нове територијалне организације налазило се у саставу бивше велике општине Подравска Слатина.

### Други светски рат
Из среза Подравска Слатина исељени су добровољци из села Брезака, Петровца, Александровца, Бјелковца и Милановца. Било их је око 3600 душа.

## Становништво
На попису становништва 2011. године, село је имало 52 становника.
| Националност       | 1991.       | 1981.       | 1971.        | 1961.        |
| Срби               | 56 (68,29%) | 62 (55,85%) | 132 (77,19%) | 274 (79,42%) |
| Хрвати             | 14 (17,07%) | 28 (25,22%) | 38 (22,22%)  | 67 (19,42%)  |
| Југословени        | 1 (1,21%)   | 20 (18,01%) | 0            | 0            |
| остали и непознато | 11 (13,41%) | 1 (0,90%)   | 1 (0,58%)    | 4 (1,15%)    |
| Укупно             | 82          | 111         | 171          | 345          |

- напомене:

Исказује се у 1931. као део насеља, а од 1948. као насеље.